# 韋格豪斯克謝爾山

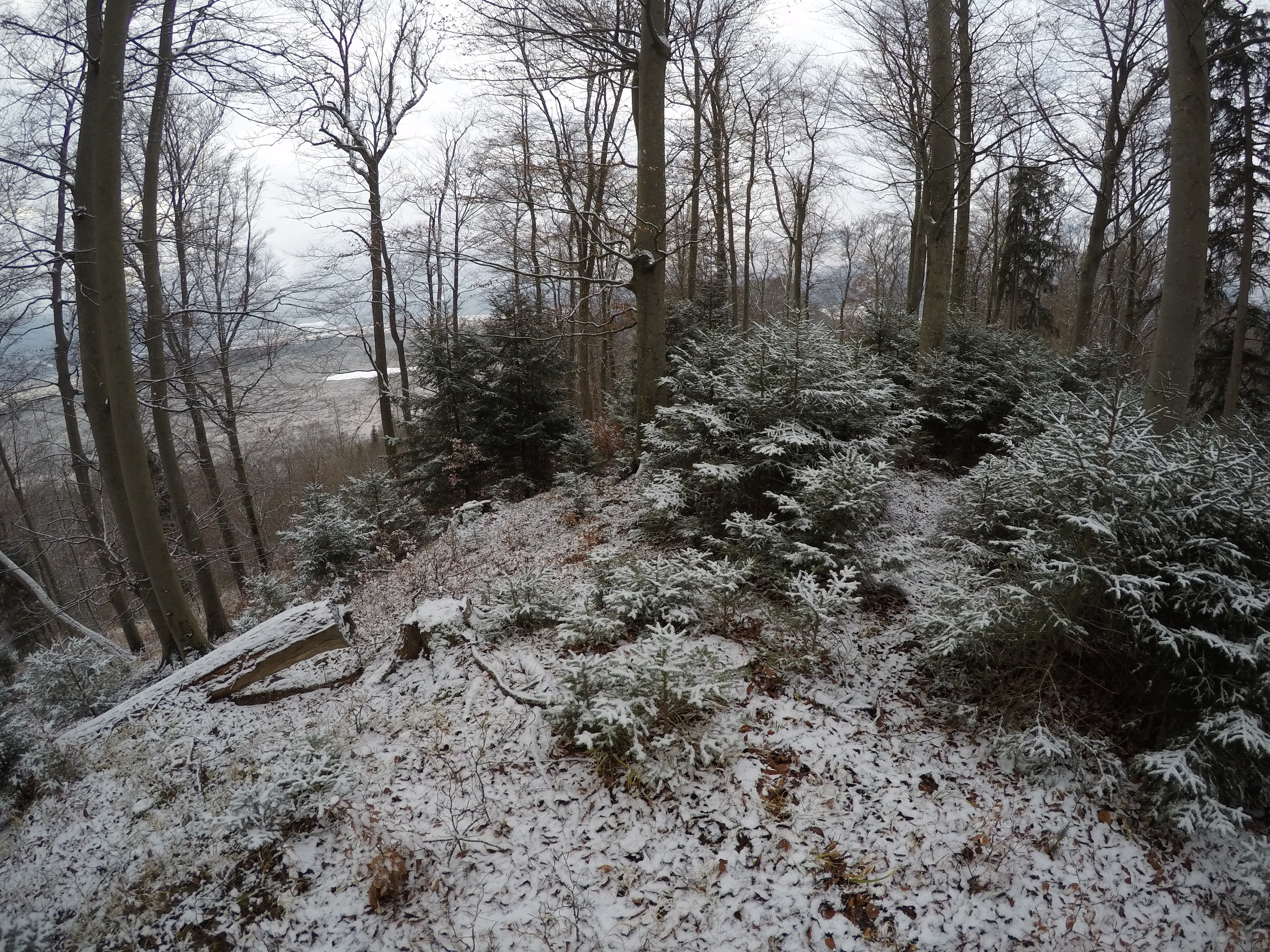

47°37′33″N 11°09′47″E / 47.62580°N 11.16296°E
韋格豪斯克謝爾山（德語：Weghausköchel），是德國的山峰，位於該國東南部，由巴伐利亞負責管轄，屬於巴伐利亞前阿爾卑斯山脈的一部分，距離施泰因克謝爾山1.1公里，海拔高度684米。